# Cantoreanus olorina
Cantoreanus olorina är en insektsart som först beskrevs av Dlabola 1961.  Cantoreanus olorina ingår i släktet Cantoreanus och familjen sporrstritar. Inga underarter finns listade i Catalogue of Life.